# Liposarcoma
El liposarcoma es un tumor maligno de origen mesodérmico derivado del tejido adiposo. Es el sarcoma de partes blandas más frecuente.

## Localización y frecuencia
La localización más frecuente es en las extremidades inferiores, aunque también puede estar localizado en sitios como el retroperitoneo, brazos, pecho, y cuello. El rango de edades más documentado está entre los 50 y 65 años para algunos autores y para otros entre 50 y 70 años.

## Causas
La causa no está bien determinada, teniendo como teoría más aceptada la genética.

## Tipos

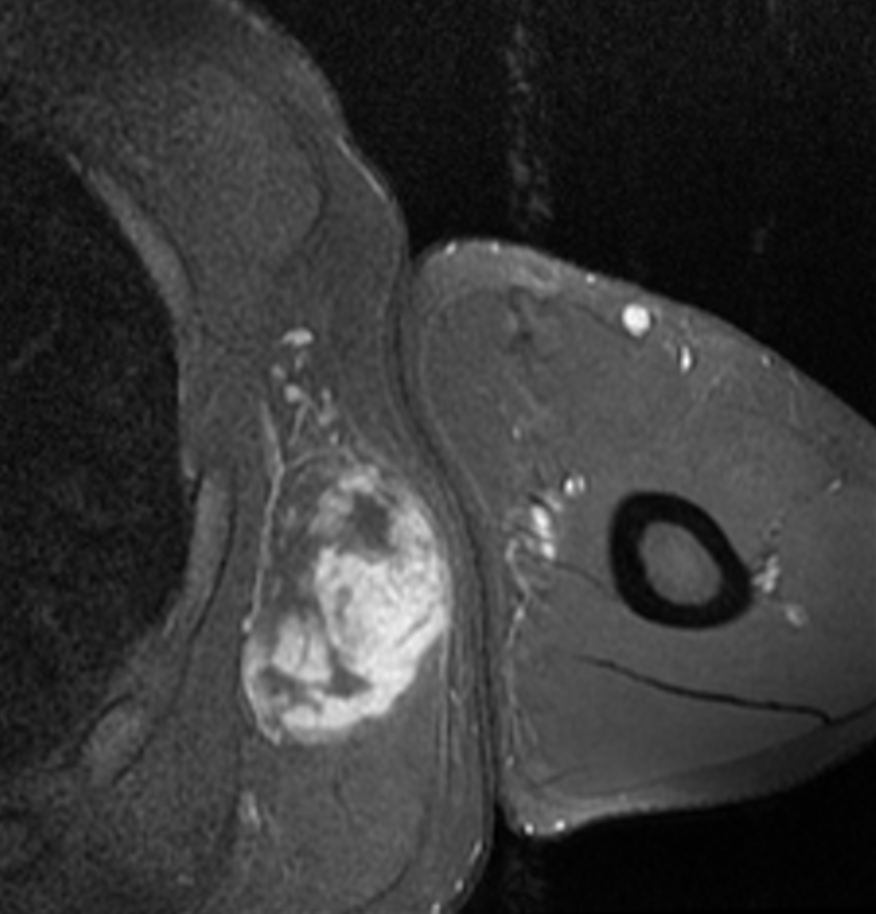
RMN con contraste de liposarcoma mixoide de alto grado en región axilar izquierda en hombre de 40 años.

El tipo de liposarcoma va a depender del tipo de células que creen su tumor:
- Bien diferenciado: Liposarcoma bien diferenciado (WDLS) es el tipo más común de liposarcoma. Se define como un tumor de malignidad intermedia compuesto, totalmente o en parte, por adipocitos maduros que presentan variaciones significativas en su tamaño y, al menos, atipia nuclear focal, tanto en células estromales como lipoblastos. Representan el 40-50% de todos los LPS. Se presentan habitualmente en adultos de edad media-avanzada (máxima incidencia en la 6.ª década) y sin diferencias sexuales (1). Por orden de frecuencia, las localizaciones preferenciales son: extremidades (70%)–especialmente el muslo–, retroperitoneo (RP) (20%),área paratesticular y mediastino (10%).
- Mixoide: Es el segundo tipo más común de liposarcoma. Las células mixoidse parecen gelatina y tienen una gran cantidad de agua dentro de ellas. Los liposarcomas mixoides frecuentemente son de bajo grado y se encuentran comúnmente en los músculos de la pierna.

- Liposarcomas de célula redonda son otro tipo de tumor mixoide. Los tumores de célula redonda son de alto grado y tienen más probabilidad de propagarse a otras áreas de su cuerpo.

- Desdiferenciado: Este tipo de liposarcoma está compuesto de un tumor graso y tumor sin grasa. La parte grasa de su tumor es un liposarcoma bien diferenciado. La parte sin grasa es un tumor compuesto de células encontradas en los huesos, músculos, o tejido de piel. Liposarcomas dediferenciado normalmente se encuentran en el retroperitoneo y son tumores de alto grado. De removerse este tumor, casi siempre crece nuevamente. Este tipo de liposarcoma puede propagarse a otras áreas como sus pulmones, hígado, o huesos.

- Pleomórfico: Los liposarcomas pleomórficos son tumores raros. Tienen muy poca o ninguna grasa en ellos, y son tumores de alto grado. Los liposarcomas pleomórficos comúnmente se encuentran en los músculos de su pierna. Estos tumores son muy difíciles de tratar y usualmente recidivan. Los tumores pleomórficos usualmente se propagan a pulmones, hígado, cerebro, y hueso.

- Mixto: Un liposarcoma mixto es un tumor compuesto de más de un tipo de liposarcoma. Este tumor frecuentemente crece en el retroperitoneo y el abdomen.[1][6][7][8]

## Cuadro clínico
Son, generalmente, tumores indoloros y de crecimiento lento. Al crecer el tumor, es posible palparlo bajo la piel. También puede presentar:
- Reducción de movimiento en la extremidad con el tumor.

- Dolor e inflamación en el área de su tumor.

- Dolor en el pecho.

- Desórdenes en la evacuación intestinal que puede ir desde el estreñimiento a la diarrea. También puede presentarse dolor al realizar una evacuación intestinal y tener sangre en las heces.

- Dificultad para orinar o al orinar.

- Dificultad para deglutir o cambios en la voz.

- Dificultad para respirar y toser.

- Pérdida de peso.[1][4]